# Элсуорси, Джон
Джон Элсуорси (англ. John Elsworthy; 26 июля 1931, Нант-и-Дерри, Монмутшир — 3 мая 2009, Ипсуич) — валлийский футболист, полузащитник.

## Карьера

### Клубная
Во взрослом футболе дебютировал в 1949 году выступлениями за команду клуба «Ипсвич Таун», цвета которой и защищал на протяжении всей своей карьеры, которая длилась целых семнадцать лет. Большинство времени, проведённого в составе «Ипсвич Тауна», был основным игроком команды.
Умер 3 мая 2009 года на 78-м году жизни в городе Ипсуич.

### В сборной
В течение карьеры в национальной команде, которая длилась всего один год, не провёл в форме сборной команды ни одной игры, впрочем включался в её заявку для участия в чемпионате мира 1958 года в Швеции.